# Radio Subotica
Radio Subotica je radijska postaja iz grada Subotice u autonomnoj pokrajini Vojvodini u Republici Srbiji. 
Osnovne zadaće programa Radio Subotice je informiranje slušatelja o zbivanjima u općini, a temeljem dugoročnog sporazuma i o događanjima i u općini Kanjiža. 

## Povijest
Ovo javno poduzeće je osnovala Skupština općine Subotica. Osnovano je kao radiodifuzna ustanova 1. listopada 1968. godine. Dva je mjeseca radila probno.
Radio Subotica je počela redovno emitirati program 29. studenog 1968. Među suosnivačima programa su bili hrvatski književnici Lazar Merković, Milovan Miković i Tomislav Vojnić i Marija Šimoković.
U početku je program trajao jedan sat dnevno, a danas Radio Subotica emitira 24 sata na dan.
Program emitira na ultrakratkom valu koji se čuje do 20 km u okolici i na dugom valu. Signal na srednjem valu je postojao do NATO-vog bombardiranja 22. svibnja 1999., otkada je u prekidu.
Danas Radio Subotica emitira program na četiri jezika: srpskom, mađarskom, hrvatskom i njemačkom, a za svaki postoji njegovo uredništvo. Program na srpskom i mađarskom jeziku dnevno traje dvanaest odnosno trinaest sati dnevno, a na hrvatskom jeziku emitira tri sata. Program na srpskom jeziku i na hrvatskom se emitiraju na jednoj frekvenciji, jedan iza drugog (srpski 6-18, hrvatski od 18-21), a na mađarskom na drugoj frekvenciji. Večernji i noćni program je zabavnog sadržaja na objema frekvencijama. Program na njemačkom se emitira jednom tjedno u večernjem terminu.
Od 1993. do 1996. direktor Radija Subotice bio je Tiberije Kopilović.
Od 1999. godine Radio Subotica objavljiva vijesti i na Internetu.
Od 1. rujna 2005. godine emitira se program i preko Interneta.
5. rujna 2006. je povodom proslave Dana grada, uredništvo Radio Subotice na hrvatskom jeziku je predstavilo svoj novi web portal suboticadanas.info. Projekt je poduprla općina Subotica, Generalni konzulata R. Hrvatske u Subotici te Ministarstvo kulture i informiranja R. Srbije. Glavna i odgovorna urednica programa na hrvatskom jeziku te urednica web portala je bila Ljiljana Dulić, zamjenica joj je bila Ivana Petrekanić Sič, novinar i urednik Josip Stantić, novinarka–voditeljica je bila Marina Kujundžić Kovač.

### Program na hrvatskom jeziku
Uredništvo na hrvatskom jeziku je počelo raditi 21. prosinca 1998. godine. Autor tog projekta i savjetnik uredništva je bio hrvatski književnik Lazar Merković. Do 7. svibnja 2001., program na hrvatskom je bio jedan sat dnevno radnim danom od 19-20 sati. Poslije toga se program na hrvatskom produljio na dvosatni (19-21). 29. siječnja 2005. se emitiranje na hrvatskom proširilo i na vikend u istom terminu. 2. travnja 2007. se prelazi na trosatni dnevni program.
Tijekom listopada 2007. se dala u još jedan projekt promicanja i čuvanja hrvatske kulture. Krenulo se snimati radio-drame (u režiji Rajka Ljubiča) na starom dijalektu bačkih Hrvata, na bačkoj hrvatskoj ikavici.
Ovaj program je jedini program na hrvatskom jeziku koji je pomagan državnim sredstvima.
Osnovne zadaće programa Radio Subotice na hrvatskom jeziku je informiranje slušatelja o zbivanjima u općini te kulturno-povijesnim temama koje su od značaja za život bunjevačkih Hrvata subotičkog kraja radi zaštite i promicanja interesa tamošnje hrvatske zajednice.

## Program na njemačkom jeziku
1998. je na inicijativu Njemačkog narodnog saveza i razumijevanje lokalnih vlasti pokrenuta je kolažna jednosatna tjedna emisija na njemačkom jeziku Unsere Stimme. Među osnovne ciljeve ove emisije jest informirati vlastitu nacionalnu zajednicu, a pripradnike drugih nacionalnosti upoznati s jezikom, kulturom i izvornom glazbom njemačkog govornog područja. Na prostorima gdje žive Južni Slaveni ovo je prva radijska emisija na njemačkom jeziku od 1944. godine. Teme kojima se bavi su: jezik, običaji, povijest, kultura, aktualna pitanja u svezi sa životom i djelovanjem Nijemaca u Srbiji. Članstvo Njemačkog narodnog saveza vodi i priprema ovu emisiju, a također i simpatizeri Njemačkog narodnog saveza te Subotičani svih nacionalnosti koji su ljubitelji njemačkog jezika i kulture. Uredništvo je uspostavilo suradnju s radijskim postajama iz srednje i jugoistočne Europe koje imaju uredništva na njemačkom jeziku.

## Urednici
- Lazar Merković, prvi urednik i jedan od suosnivača programa na srpskohrvatskom 1968. i autor projekta programa na hrv. jeziku 1998.
- Milovan Miković, jedan od suosnivača
- Tomislav Vojnić, jedan od suosnivača

- Ljiljana Dulić,

## Poznati suradnici
Lazar Merković, Milovan Miković, Tomislav Vojnić, Jelka Asić, Petar Šarčević, Lajčo Lendvai, Geza Kopunović, Mirko Huska, Kaća Bačlija, Zvjezdana Asić-Šarić, Ivica Jakočević, Rajko Ljubič, Željka Zelić, Tomislav Žigmanov, Vojislav Sekelj i ostali.

## Nagrade i priznanja
Radio Subotica i novinari s ove radijske postaje su dobili za svoj rad niz priznanja i nagrada na republičkoj i saveznoj razini.
Nagrada Pro urbe 2001. godine.